# Kolovratský mlýn
Kolovratský mlýn je vodní mlýn v Praze 10-Kolovratech, který stojí na Říčanském potoce pod bývalou hrází zaniklého rybníka.

## Historie
Vodní mlýn byl roku 1618 uveden v inventáři panství jako mlýn s pilou. Z 24. října 1655 pochází zmínka o kolovratském mlynáři Janu Kočkovi.
Roku 1915 byl přistavěn výměnek č.p. 80. V letech 1938–1948 sloužil jako šrotovník pro ovesný šrot; v roce 1942 byl překvalifikován na vodní dílo, sloužící k pohonu hospodářských strojů - šrotovník, mlýnek, řezačka, brusy a jiné. Obilí se v něm ale mlelo tajně, mlynář Josef Kučera tak pomáhal lidem v obci. Roku 1953 byl donucen ke vstupu do JZD a družstvo zde ustájilo dojnice.

## Popis
Mlýn o dvou složeních byl stavebně uspořádán okolo centrálního dvora s vjezdovou branou jako selský statek.
Voda z Říčanky byla vedena pomocí nízkého jezu do mlýnského náhonu po levé straně ve směru toku u říčanského můstku. Náhonem pak byl naplňován mlýnský rybník, který byl později vysušen. Z mlýna se poté voda vracela mlýnským potokem, který vedl přes zahradu mlýna kolem Návesního rybníka zpět do Říčanky.
Plocha mlýnského rybníka byla 49–53 m², délka náhonu 795 metrů, spád vody 3,4 metru a průtok u kola 120 l/min. Mlýn měl dvě vodní kola na vrchní vodu o průměru 3,5 a 3,7 metru a výkonu 3,6 HP při 10 obrátkách kola za minutu.

## Zajímavosti
Na zahradě mlýna roste památný strom dub letní.